# Valle di Valles
La valle di Valles (Valler Tal in tedesco) è una valle delle Alpi Orientali, laterale a nord della Val Pusteria. Vi è un solo paese, Valles, del comune di Rio di Pusteria. Si tratta della prima valle a nord nella direzione ovest-est della Val Pusteria.

## Struttura della Valle
La Valle si struttura nel seguente modo:
- La parte più bassa non è abitata ed è presente una foresta e la strada che porta a Rio di Pusteria.
- La valle di Altafossa si unisce a quella di Valles.
- Salendo, si raggiunge il paese di Valles ed il comprensorio sciistico Jochtal.
- La valle poi si restringe, vi è il parcheggio per salire (la strada è chiusa nei mesi di luglio, agosto e settembre dalle 9 alle 17; vi è un servizio di bus navetta che porta al parcheggio per Malga Fane).
- La valle si riallarga; qui vi è la località Malga Fane, il gruppo di Malghe più bello dell'Alto Adige. Da qui si apre il sentiero n. 15 che porta in Valle di Altafossa, con i suoi tre laghetti, o alla cima Seefeldspitz.
- Di nuovo vi è un restringimento della valle; qui il fiume ha scavato un monumento naturale, tutelato dalla provincia.
- La valle si divide ancora; da un lato prosegue fino al rifugio Bressanone, dove passa l'Alta via di Fundres. A est la valle prosegue per il pian di Labes ed il Lago Selvaggio.
- L'ultimo tratto, dopo il rifugio Bressanone, prende il nome di Rauchtal (Val di Nebbia) e si conclude col Passo di Rauchtal (Rauchtaljoch), che porta di nuovo al Lago Selvaggio con un percorso ad anello; vicino al passo vi sono il Picco della Croce e la Cima della Vista.

## Monti della Valle
Nella valle sono presenti i seguenti monti, catalogati fra i Monti di Fundres:
- Picco della Croce - 3.135 m
- Cima Grava o Grabspitz - 3.059 m
- Cima di Valmala - 3.022 m
- Ebergrubenspitz - 2.990 m
- Cima della Vista o Blickenspitz- 2.988 m
- Kramerspitz - 2.943 m
- Seefeldspitz - 2.715 m
- Cima Piatta o Plattspitz - 2.669 m
- Cima della Capra o Gajsjoch-Gurnatsch - 2.641 m
- Monte Stoanamandl - 2.118 m